# Scarabée (amulette)
Pour les articles homonymes, voir Scarabée (homonymie).

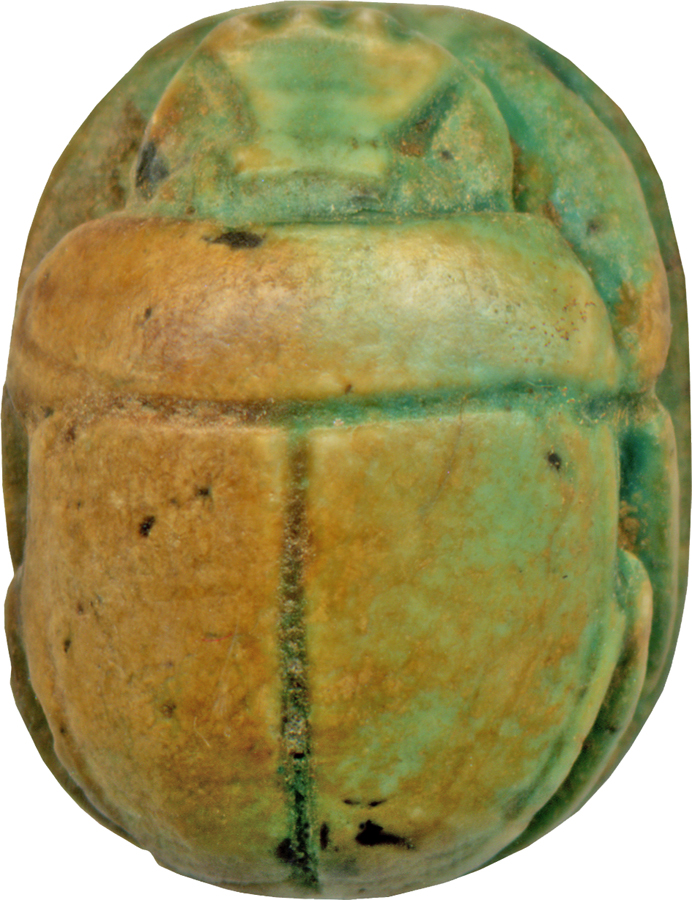
Scarabée en stéatite recouvert d'un glaçage, comportant une inscription au nom de Thoutmôsis III (Walters Art Museum, Baltimore)

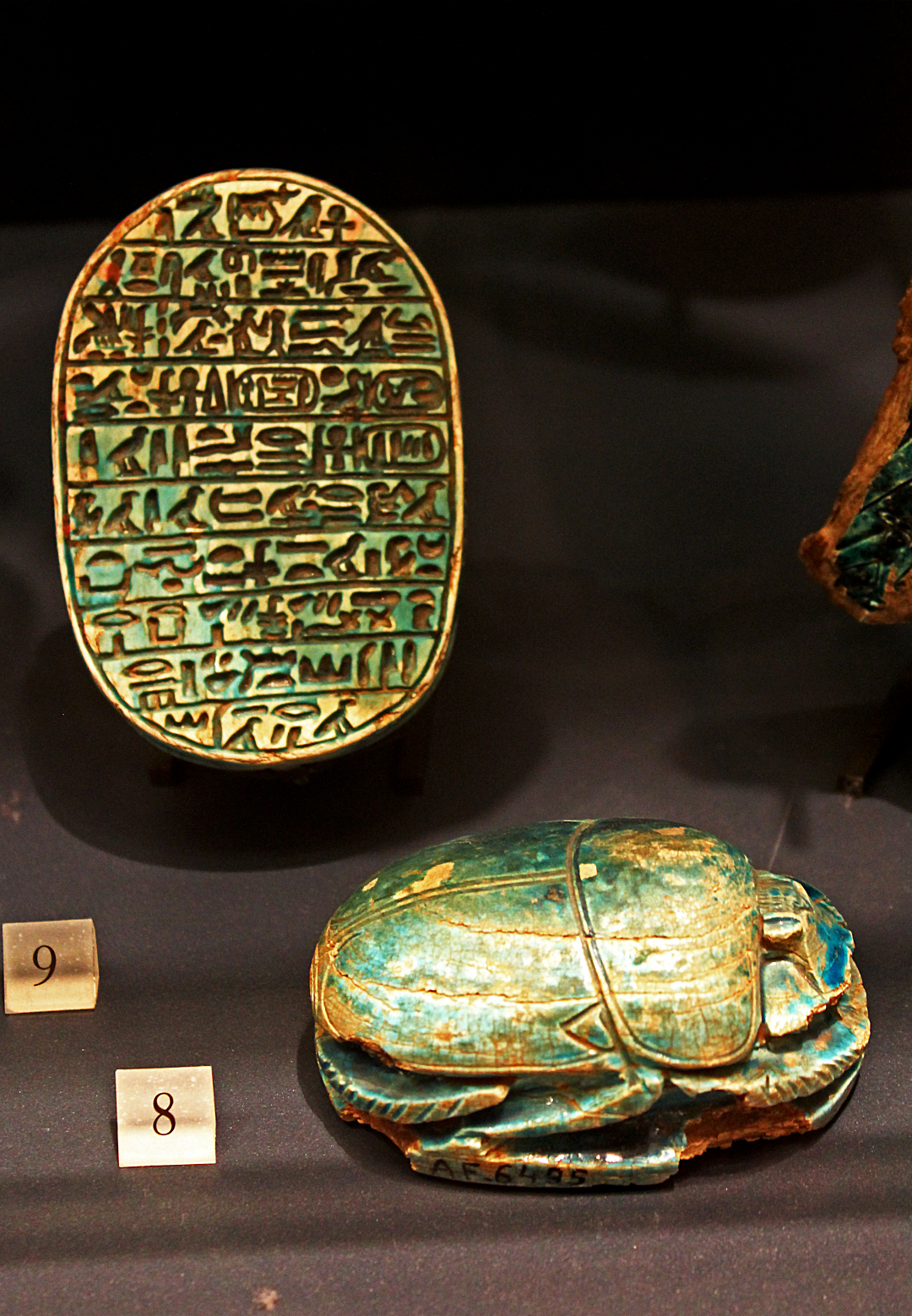
scarabées commémoratifs d'Amenhotep III, Musée du Louvre (no 8 chasse aux lions, no 9 au nom d'Amenhotep III et de Tiyi).

Le scarabée est un symbole dans l'Égypte antique. Le scarabée commémoratif est un bijou réalisé pour un pharaon et représentant un scarabée sacré, sur lequel un texte commémoratif est gravé. Le texte, d’une dizaine de lignes, est gravé sur la face plane du scarabée. Il commémore un évènement important du règne. Le cartouche du roi peut parfois être ajouté. Le roi envoie un exemplaire à tous les souverains avec qui il est en relation (en principe ses vassaux), ce qui peut donc représenter un nombre d’exemplaires important.
Les premiers souverains égyptiens à utiliser cette pratique ont été des Hyksôs. Amenhotep III a réalisé ainsi une série de scarabées commémoratifs, le premier concernant son mariage avec Tiyi, les suivants le creusement d’un grand bassin formant un lac pour Tiyi (allusion aux grands travaux), puis la chasse aux taureaux (allusion à Seth), la chasse aux lions (allusion à la puissance), son mariage avec la princesse mittanienne fille du roi du Mittani (prestige international). Au total, 250 exemplaires de scarabées commémoratifs d'Amenhotep III ont été retrouvés. Les lieux de découverte de ces scarabées commémoratifs constituent un traceur de l’influence de chaque roi, cette cartographie renseignant sur l’étendue géographique de son influence.
Dans l’Égypte antique, le scarabée représente le dieu Khépri, symbole de la renaissance du Soleil. La pelote sphérique que le bousier sacré fait rouler jusqu'à son terrier a été associée par les anciens Égyptiens à la course du soleil et, par extension, aux cycles cosmiques. Le scarabée incarne donc la personnification du dieu créateur, ce qui a conduit au développement de la figure du dieu Khépri pendant l'Ancien Empire. Des objets en forme de scarabées apparaissent dès la VIe dynastie. À partir de la XVIIIe dynastie, ils peuvent aussi porter des inscriptions appelant à la bonne fortune.